# Fußgönheim
Fußgönheim – miejscowość i gmina w Niemczech, w kraju związkowym Nadrenia-Palatynat, w powiecie Rhein-Pfalz, wchodzi w skład gminy związkowej Maxdorf.